# Любецкая, Татьяна Львовна
Татьяна Львовна Любецкая (род. 11 февраля 1941 года) — советская спортсменка-фехтовальщица и журналист.

## Карьера
Из семьи музыкантов.
Фехтованием начала заниматься в 1957 году. Тренировалась у Раисы Чернышёвой, Виталия Аркадьева и Марка Мидлера. Выступала за ЦСКА (Москва). В сборную команду страны была включена в 1961 году.
Победительница Кубка СССР 1960 года.
Чемпионка мира 1961 года в командной рапире.
Окончила факультет журналистики Московского государственного университета им. М. В. Ломоносова. После окончания спортивной карьеры стала журналистом.